# Emsbachbrücke (Niederselters)

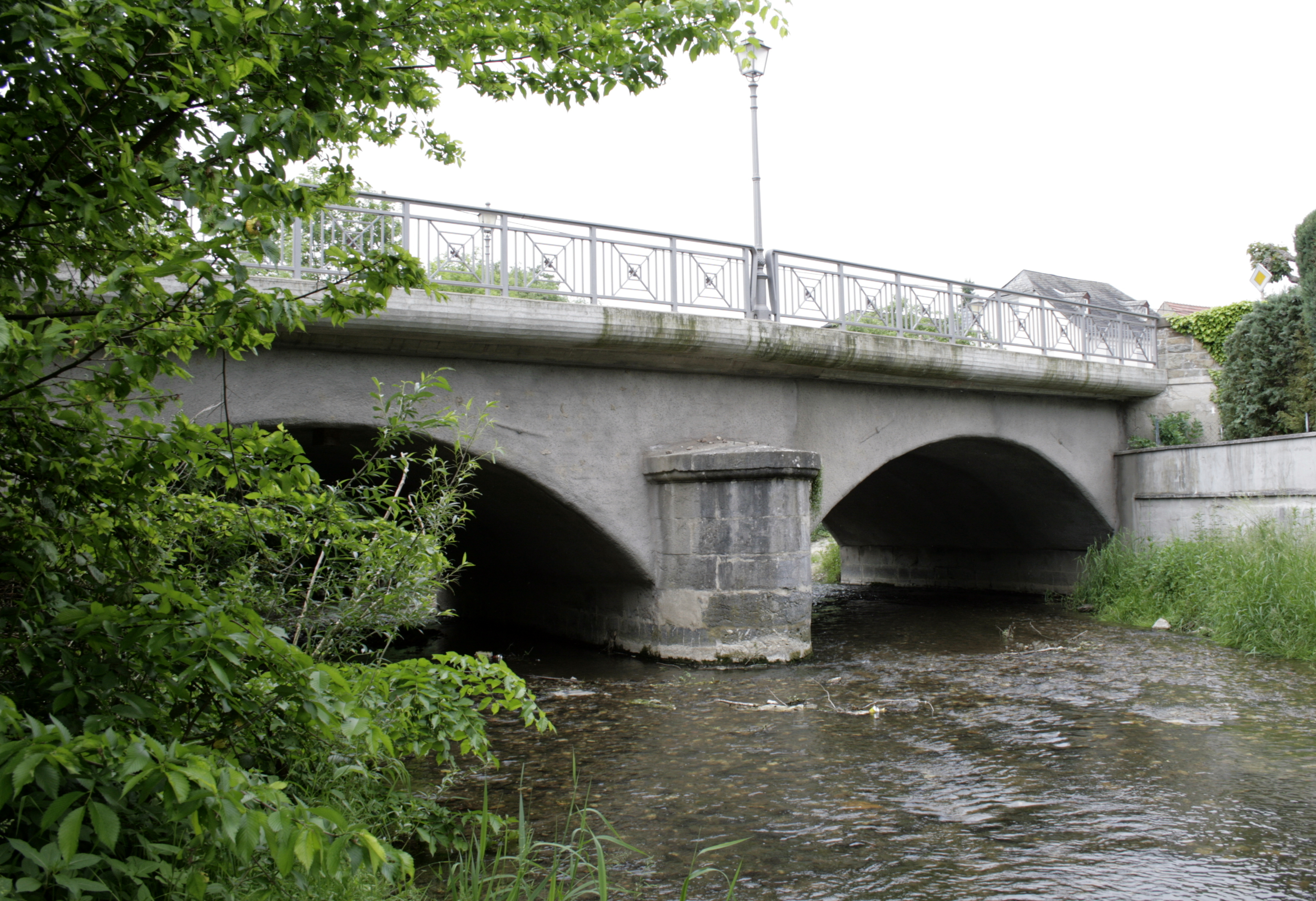
Emsbachbrücke in Niederselters (2008)

Die Emsbachbrücke ist eine Straßenbrücke in Niederselters (Taunus) im Landkreis Limburg-Weilburg in Hessen. Sie wurde in den Jahren 1836 bis 1838 als steinerne Bogenbrücke errichtet. Sie spannt mit zwei Bögen über den namengebenden Emsbach und ersetzte eine baufällig gewordene, auf Pfeilern ruhende Holzbrücke. Beim Bau der Brücke wurden die benachbarten Gemeinden durch einen Erlass verpflichtet, Steine an die Baustelle heranzufahren.
Standort der Brücke ist eine Furt im Emsbach, an der die Entwicklung des Dorfes ihren Ursprung hat und über die im späten Mittelalter die Hessenstraße führte. Mit dem Neubau der Brücke sollte eine taugliche Verbindung zwischen dem alten Dorfkern und dem im 19. Jahrhundert jenseits des Emsbaches neu gestalteten Brunnenbezirk entstehen.
Die Brücke wurde in einzelnen Steinquadern ausgeführt, die mit Platten aus Lahnmarmor verkleidet sind. Mit ihren breiten Zufahrten weist sie deutlich klassizistische Elemente auf.